# Guillermo Gómez Gil
Guillermo Gómez Gil – hiszpański malarz marynista.
Urodził się i studiował w Maladze, jego nauczycielem był profesor sztuk pięknych Emilio Ocón y Rivas. Gómez Gil specjalizował się w pejzażach marynistycznych, które przyniosły mu sławę. Kilkakrotnie brał udział w Krajowej Wystawie Sztuk Pięknych zdobywając liczne nagrody. Jego dzieła znajdują się w Museo del Patrimonio Municipal w Maladze, Muzeum Sztuk Pięknych w Sewilli oraz w kolekcji Carmen Thyssen-Bornemisza.